# Tigrioides chinostola
Tigrioides chinostola är en fjärilsart som beskrevs av George Francis Hampson 1918. Tigrioides chinostola ingår i släktet Tigrioides och familjen björnspinnare. Inga underarter finns listade i Catalogue of Life.